# Roodkeelsolitaire
De roodkeelsolitaire (Myadestes genibarbis) is een zangvogel uit de familie Turdidae (lijsters).

## Verspreiding en leefgebied
Deze soort telt 6 ondersoorten:
- M. g. solitarius: Jamaica.
- M. g. montanus: Hispaniola.
- M. g. dominicanus: Dominica.
- M. g. genibarbis: Martinique.
- M. g. sanctaeluciae: Saint Lucia.
- M. g. sibilans: Saint Vincent.